# Wang (Unterreit)
Wang ist ein Gemeindeteil der Gemeinde Unterreit und eine Gemarkung im oberbayerischen Landkreis Mühldorf am Inn.

## Geographie
Das Pfarrdorf liegt an der  Kreisstraße MÜ 32 zwischen Stadl und Schmalzöd zwei Kilometer westlich von Unterreit.

## Geschichte
Die katholische Pfarrkirche St. Georg ist ein gotischer Saalbau mit Polygonalchor und Westturm aus dem 15. Jahrhundert, der im 18. Jahrhundert barockisiert wurde. Ein großer Saalanbau nach Süden stammt von Friedrich Haindl junior aus dem Jahr 1939.
Wang gehörte zum Rentamt Burghausen und zum Landgericht Kling des Kurfürstentums Bayern. 
Mit dem bayerischen Gemeindeedikt von 1818 entstand die Gemeinde Wang im Landgericht ä.O. Wasserburg mit folgenden Ortsteilen:
- Amering
- Au
- Bergmann
- Bernstatt
- Brandstätt
- Buchstall (Burgstall)
- Dirnberg
- Eckstall
- Edenhub
- Eder
- Eichberg
- Englhart
- Ganggaller
- Gruber
- Hochleiten
- Hochreit
- Holling
- Hub
- Kasten
- Krötzing
- Moos
- Neuhaus
- Oberreith
- Reineck
- Schart
- Schick
- Schmalzöd
- Stadl
- Steinbichl
- Tausend
- Wagenstatt
- Westen
- Wimm

Am 1. April 1971 wurden die Gemeinden Elsbeth, Grünthal und Wang (mit der am 22. November 1876 aufgenommenen Gemeinde Wald) zur Gemeinde Unterreit (Name eines Gemeindeteils von Elsbeth) zusammengefasst. Vor der am 1. Juli 1972 in Kraft getretenen Landkreisreform gehörten alle Ortsteile zum ehemaligen Landkreis Wasserburg.